# Agramonteses
Agramonteses is de naam van een groep edelen die zijn oorsprong vindt in Neder-Navarra (het zuidoostelijk deel van toenmalige koninkrijk van Navarra, tegenwoordig horend bij Frans Baskenland).
De Agramonteses vormden oorspronkelijk een bondgenootschap met de Aragonezen en later met de Fransen. De Agramontezen kozen in het conflict om de kroon van Navarra de kant van koning Johan II van Aragón. Deze streed tegen zijn eigen zoon, Karel van Viana, die gesteund werd door een rivaliserende groep van edelen, de Beaumonteses.
In 1512 viel Ferdinand II van Aragón het koninkrijk Navarra aan met steun van de Beaumonteses. Een Castiliaans leger onder aanvoering van Fadrique Álvarez de Toledo, de tweede hertog van Alva, viel Navarra binnen, geholpen door Beaumontese gidsen. Dankzij de steun van de Beaumontezen wordt Navarra binnen korte tijd door Castilië veroverd. 
Frankrijk probeerde in de jaren daarna Navarra te heroveren en gebruikt daarvoor de steun van de Agramonteses en Hendrik II van Albret(1503-1555), de zoon van de afgezette koningen van Navarra (Cathalina van Foix en Johan III van Albret). In 1516 vonden een inval plaats en in 1521 volgt een invasie door een leger bestaande uit Fransen en huurlingen maar dat wordt in hetzelfde jaar in de slag van Noáin verslagen. Tijdens de laatste poging sloot echter ook een deel van de Beaumonteses zich bij de Agramonteses aan. 